# Great Russell Street
Die Great Russell Street ist eine Straße im Londoner Stadtteil Bloomsbury, Bezirk Camden. Sie beginnt an der Tottenham Court Road und verläuft in östlicher Richtung bis zum Bloomsbury Square. Fast die Hälfte der gesamten Nordseite der Straße nimmt das British Museum ein, das sich im östlichen Abschnitt befindet und vom Bedford Square bis zur Montague Street erstreckt. 

## Geschichte
Die Straße hat ihren Ursprung in einem alten Weg mit der Bezeichnung Green Lane. Die Entwicklung zu einer Straße begann etwa 1670. Um 1720 bildete die Great Russell Street die nördlichste Begrenzung des Londoner Baugebietes. Nördlich der Straße befand sich Ackerland der Familie Capper, des Herzogs von Bedford. 
Bereits zu jener Zeit wurde sie von John Strype als „schöne, geräumige und gut bebaute Straße“ beschrieben, „die von den schönsten Gebäuden flankiert wird, in denen der Adel und die Oberschicht wohnen; besonders auf ihrer Nordseite, wo sich hinter den Villen große Gärten befinden.“ 
Etwa fünf Jahrzehnte später lebte in den 1770er Jahren der anerkannte Arzt William Battie (1703–1776) in dieser Straße und der Architekt John Nash (1752–1835) errichtete hier herrschaftliche Villen, von denen er eine zeitweise selbst bewohnte.
Im 19. Jahrhundert begann die Straße sich zu verändern, wurde gewöhnlicher und kommerzieller, besonders auf der Südseite. Die Nordseite blieb geräumiger, vor allem wegen des British Museum.

## Berühmte Anwohner

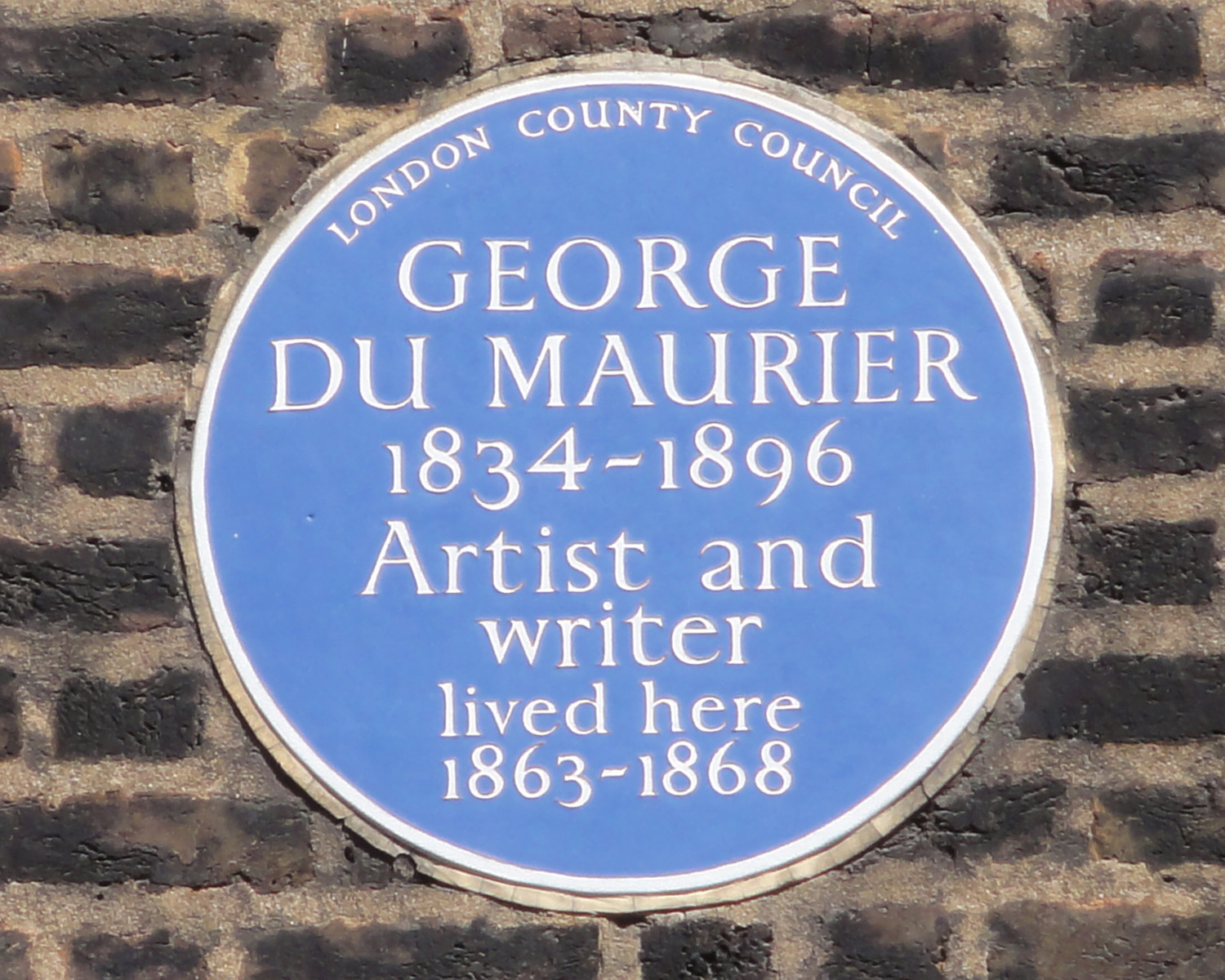
Plakette in der Great Russell Street, die daran erinnert, dass George du Maurier hier zwischen 1863 und 1868 lebte.

Im Haus Nummer 14 lebte der Schriftsteller Charles Dickens (1812–1870).
Zunächst unter Nummer 46 und später unter Nummer 91 lebte der Schriftsteller und Zeichner George du Maurier zwischen 1863 und 1868. Im Erdgeschoss des Hauses Nummer 46 unterhielt George du Maurier ferner ein Studio, das in den 1870er Jahren auch vom Illustrator Randolph Caldecott (1846–1886) genutzt wurde.
Unter der Nummer 59 eröffnete der Tourismus-Pionier Thomas Cook 1863 sein erstes Reisebüro. 
Nummer 77 war der Wohnsitz des Architekten Thomas Henry Wyatt (1807–1880), der hier auch verstarb.
Der Schauspieler John Kemble (1757–1823) erwarb das Haus mit Nummer 89 gegen Ende des 18. Jahrhunderts und verkaufte es 1820. Sein Vater Roger Kemble, der ebenfalls Schauspieler war, verstarb hier 1802. 
Das Haus mit der Nummer 106 bewohnte der Architekt Augustus Welby Northmore Pugin.
Ferner erblickte der Kunstmaler Philip Burne-Jones (1861–1926) in dieser Straße das Licht der Welt.